# خوسيه أنطونيو ياماس
خوسيه أنطونيو ياماس (بالإسبانية: José Antonio Llamas) هو لاعب كرة قدم إسباني في مركز الدفاع، ولد في 28 فبراير 1985 في تاراسا في إسبانيا. شارك مع منتخب إسبانيا تحت 17 سنة لكرة القدم ومنتخب إسبانيا تحت 19 سنة لكرة القدم. أما مع النوادي، فقد لعب مع راسينغ فيرول ونادي أليكانتي ونادي أوسبيتاليت ونادي برشلونة ب ونادي برشلونة ج ونادي سان أندرو ونادي غرناطة ونادي ليغانيس ونادي مليلية ونادي هويسكا.

## وصلات خارجية
- خوسيه أنطونيو ياماس على موقع قاعدة بيانات كرة القدم.إي يو (الإنجليزية)
- خوسيه أنطونيو ياماس على موقع Soccerway.com (الإنجليزية)
- خوسيه أنطونيو ياماس على موقع AS.com (الإسبانية)